# Agonopterix putridella
Agonopterix putridella — вид метеликів родини плоских молей (Depressariidae).

## Поширення
Вид поширений на більшій частині Європи. Присутній у фауні України.

## Опис
Розмах крил становить 15-18 мм.

## Спосіб життя
Метелики літають з червня по серпень. Личинок можна зустріти з травня по червень. Вони живляться листям смовді.